# Valea Nacului, Bacău
Valea Nacului este un sat în comuna Sascut din județul Bacău, Moldova, România.